# Lars-Eric Kjellgren
Lars-Eric August Kjellgren, född 28 augusti 1918 i Arvika i Värmland, död 10 februari 2003 i Johannes församling i Stockholm, var en svensk filmregissör och manusförfattare.

## Biografi
Kjellgren anställdes 1942 efter studier i Uppsala och Stockholm av Svensk Filmindustri som manusgranskare och författare. Hans första skrivna manus blev 1943 års Natt i hamn. Utöver detta var han inspelningsledare åt Ingmar Bergman och Alf Sjöberg och regiassistent åt Gustaf Molander.
1946 började Kjellgren som regissör. Debuten skedde med 1947 års Tappa inte sugen med Nils Poppe i huvudrollen. Samarbetet med Poppe fortsatte i ytterligare fyra filmer, den sista 1952 års Flyg-Bom. Under 1950-talet kom han alltmer att regissera filmer som fokuserade på samhälleliga problem. 1950 års Medan staden sover, den första film Kjellgren både regisserade och skrev manus till, handlade om ungdomsbrottslighet och andra sociala problem i Stockholm. Andra filmer i samma stil följde: Våld (1955), Den hårda leken (1956) och Nattens ljus (1957).
Flera av Kjellgrens filmer hyllades för sin kraftfulla regi och personinstruktionerna. Vissa filmer bar även drag av film noir, till exempel Nattens ljus. Kjellgrens produktion var mångfasetterad då han gjorde både folkliga komedier och samarbetade med blivande företrädare för den svenska nya vågen som kom på 1960-talet. Kjellgren var en av 1950-talets mer betydande regissörer även om han i dag är relativt bortglömd.
Han var gift två gånger, 1948 med skådespelaren Elisaveta von Gersdorff  och andra gången, från 1 juni 1961, med journalisten Bella Tatiana Narkirier (född 1928), från Israel. Kjellgren är begravd på Skogskyrkogården i Stockholm.

## Filmografi

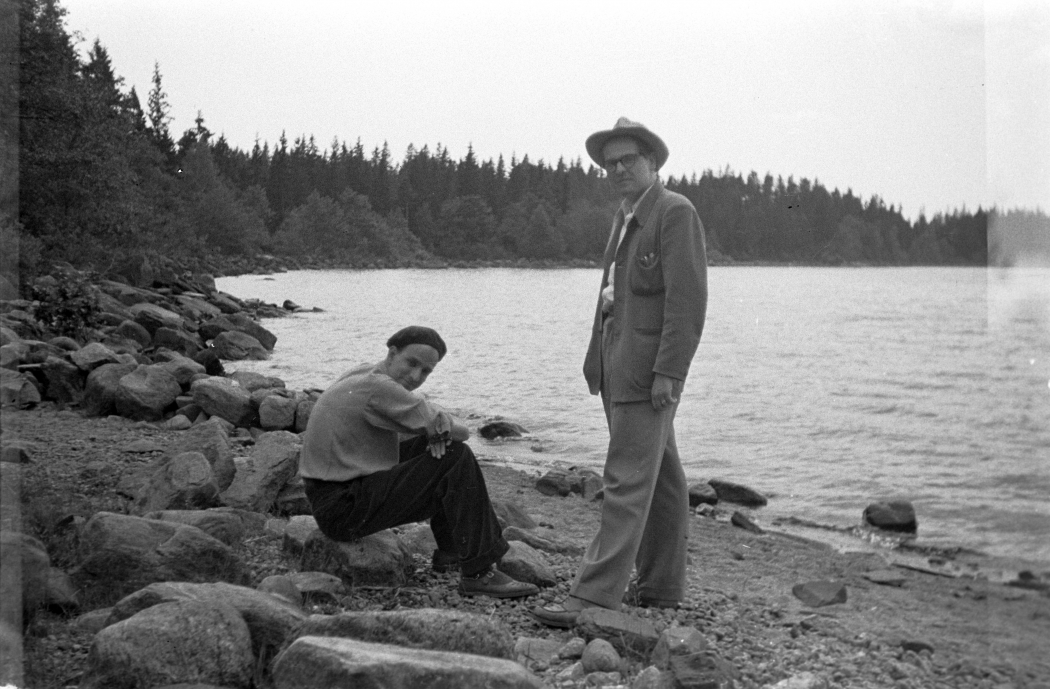
Ingmar Bergman och Lars-Eric Kjellgren under produktionen av Hamnstad 1948. Foto: Louis Huch.

### Regi
- 1947 – Tappa inte sugen
- 1948 – Soldat Bom
- 1949 – Pappa Bom
- 1949 – Greven från gränden
- 1950 – Medan staden sover
- 1951 – Tull-Bom
- 1952 – Flyg-Bom
- 1952 – Säg det med blommor
- 1952 – Blondie, Biffen och Bananen
- 1953 – Ingen mans kvinna
- 1953 – I dimma dold
- 1955 – Våld
- 1955 – Staden vid vattnet
- 1956 – Den hårda leken
- 1957 – Far till sol och vår
- 1957 – Nattens ljus
- 1958 – Lek på regnbågen
- 1959 – Brott i Paradiset
- 1961 – Israel - undrens land

### Manus
- 1943 – Natt i hamn
- 1950 – Medan staden sover
- 1955 – Våld
- 1957 – Nattens ljus

### Inspelningsledare
- 1946 – Kris
- 1946 – Iris och löjtnantshjärta
- 1948 – Hamnstad

### Regiassistent
- 1942 – Sexlingar
- 1943 – Stora skrällen
- 1943 – Prästen som slog knockout
- 1943 – Ordet
- 1943 – Natt i hamn
- 1944 – Kejsarn av Portugallien
- 1944 – Den osynliga muren
- 1945 – Galgmannen
- 1947 – Kvinna utan ansikte

## Priser och utmärkelser
- 1955 – Folket i Bild (för Våld)
- 1957 – Folket i Bild (för manuset i Nattens ljus)
- 1958 – Svenska Filmsamfundets hedersdiplom

Utöver detta var Kjellgren nominerad till en Golden Lion vid Venedigs filmfestival 1957 för Nattens ljus'.